# William Higgins (Chemiker)

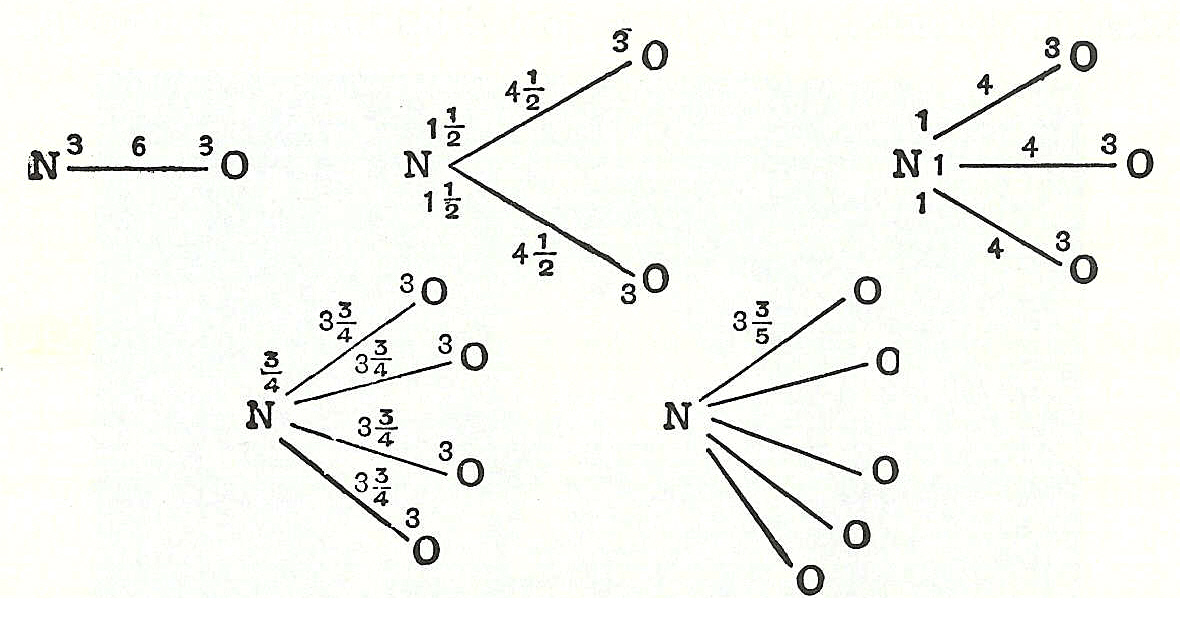
Illustrationen aus Higgins Comparative view of phlogistic and anti-phlogistic theories

William Higgins (* 1763 in Collooney, County Sligo, Irland; † Juni 1825 in Dublin) war ein irischer Chemiker, bekannt als ein früher Proponent der Atomtheorie in der Chemie.
Higgins kam aus einer Ärztefamilie. Sein Onkel Bryan Higgins war ein bedeutender Chemiker und hauptberuflich Arzt in London. William Higgins wurde als Junge zu diesem Onkel geschickt, um bei ihm aufzuwachsen. Er unterstützte ihn bei dessen chemischen Experimenten und unternahm 1785 eine Reise durch Großbritannien, um Mineralvorkommen und chemische Fabriken zu besuchen. 1788 begann er ein Studium in Oxford (Magdalen College, bald darauf Pembroke College), wo er die Bekanntschaft einiger chemisch Interessierter wie den späteren Präsidenten der Royal Society Davies Gilbert und Ärzten machte, verließ die Universität aber 1788 ohne Abschluss. Danach lebte er in London, wo er an seinem Chemielehrbuch über Phlogiston-Theorie und ihre Gegner arbeitete, die Ideen zur Atomtheorie von John Dalton vorwegnahm (und die Phlogiston-Theorie bekämpfte). Nach einem Streit mit seinem Onkel zog er 1792 nach Dublin als gut bezahlter Chemiker für die Apotheker-Gesellschaft (Irish Corporation of Apothecaries), die allerdings bald darauf endete, als die Gesellschaft in finanzielle Schwierigkeiten kam, und arbeitete außerdem für die Leinenhersteller (Irish Linen Board). Schließlich wurde er Professor bei der Royal Dublin Society und beaufsichtigte deren Mineraliensammlung. In Irland wurde er von Richard Kirwan protegiert.
1803 lernte er bei einem Besuch in London Humphry Davy kennen, den sein Onkel protegierte und der ab 1810 Prioritätsansprüche von Higgins gegenüber Dalton (der in Konkurrenz zu Davy stand) in Bezug auf die Atomtheorie unterstützte. Seine Theorie war in der Tradition der Newtonschen Spekulationen über Atome, denen er Affinitäts-Kräfte zuordnete und danach Reaktionsdiagramme erstellte. Davy reagierte nicht direkt auf die Prioritätsdebatte, sondern ließ Thomas Thomson seine Position vertreten. Die Debatte dauerte auch nach dem Tod von Higgins an, wobei irische nationale Töne eine Rolle spielten.
Im Rahmen seines Berufs befasste er sich mit der Chemie des Bleichens, worüber er auch veröffentlichte.
Er war Fellow der Royal Society.

## Schriften
- Comparative View of Phlogistic and Antiphlogistic Theories, London 1789, 2. Auflage 1791
- An Essay on the Theory and Practice of Bleaching, Wherein the Sulphuret of Lime Is Recommended as a Substitute for Pot–Ash, Dublin, London, 1799
- A Syllabus of a Course of Chemistry for the year 1802, Dublin, 1801
- Experiments and Observations on the Atomic Theory, and Electrical Phenomena, Dublin, 1814